# Chuy Bravo
Jesús Melgoza (født 7. december 1956 i Tangancícuaro, Michoacán, død 14. december 2019 i Mexico City, Mexico) var en amerikansk komiker og skuespiller.